# Aphyocharax paraguayensis
Aphyocharax paraguayensis es una pequeña especie del género de peces de agua dulce Aphyocharax, de la familia Characidae en el orden de los Characiformes. Habita en el centro de Sudamérica, siendo característica de la cuenca del río Paraguay, en el centro de Brasil, este de Bolivia, Paraguay y el norte de la Argentina.
Los machos pueden alcanzar los 3,1 cm de longitud total. 

## Taxonomía
Esta especie fue descrita originalmente en el año 1915 por el ictiólogo estadounidense, nacido en Alemania, Carl H. Eigenmann. 